# Zbigniew Pałyszko

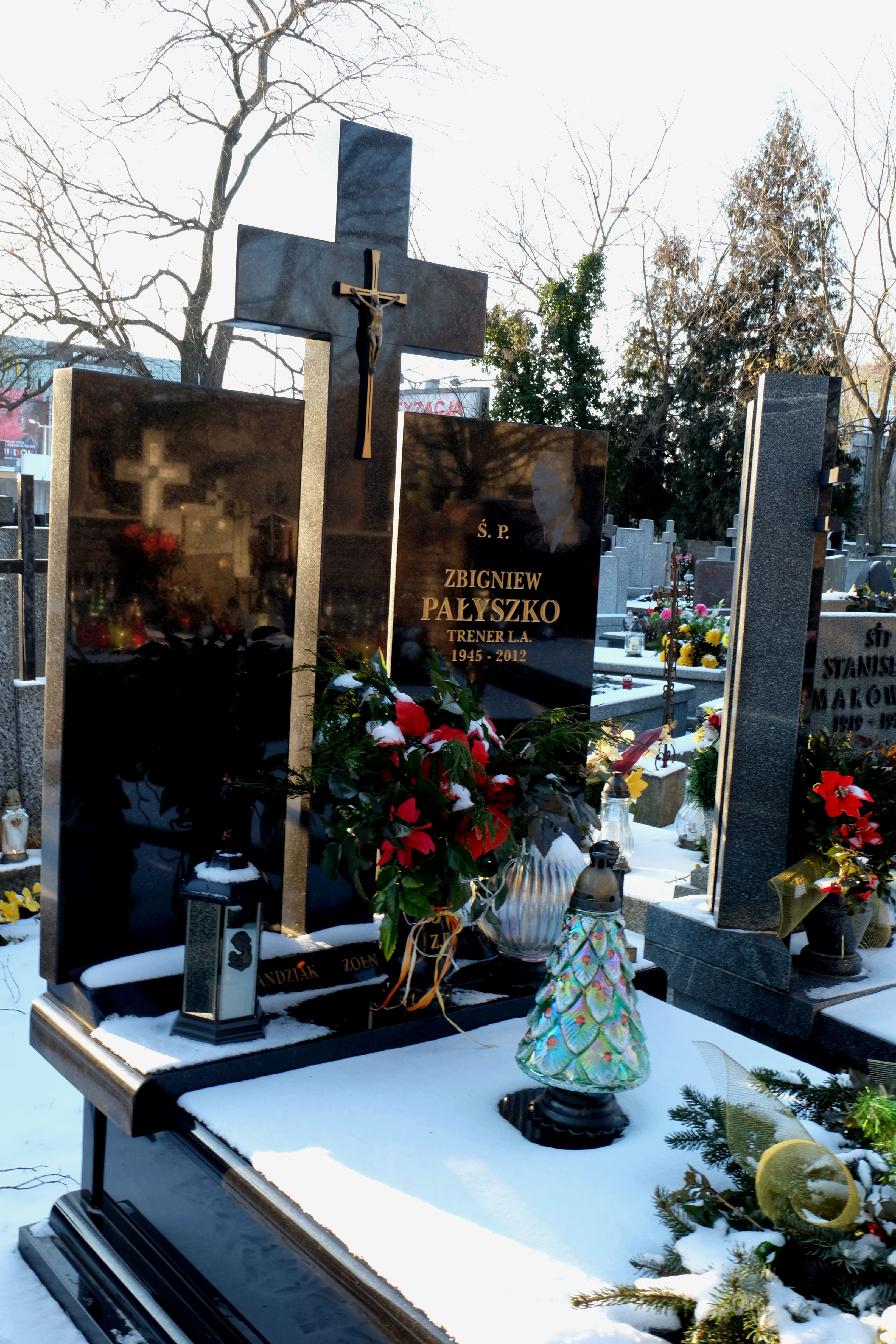
Grób Zbigniewa Pałyszko na Cmentarzu Czerniakowskim w Warszawie

Zbigniew Pałyszko (ur. 12 kwietnia 1945 w Dorsten, zm. 20 marca 2012 w Warszawie) – polski lekkoatleta specjalizujący się w rzucie młotem. Żołnierz Wojska Polskiego.

## Życiorys
Dwukrotny mistrz Polski seniorów (Zielona Góra 1968, Warszawa 1971), jak również brązowy medalista mistrzostw Polski (Kraków 1969). Siedmiokrotny reprezentant kraju w meczach międzypaństwowych (w latach 1968–1971). Rekord życiowy: 65,50 (17 czerwca 1971, Katowice). Reprezentował barwy warszawskiej Legii. Po zakończeniu kariery został trenerem. Jego wychowanką była Kamila Skolimowska. Został pochowany na cmentarzu czerniakowskim w Warszawie. 
Ojciec Macieja Pałyszko – olimpijczyka.